# 柔音中提琴

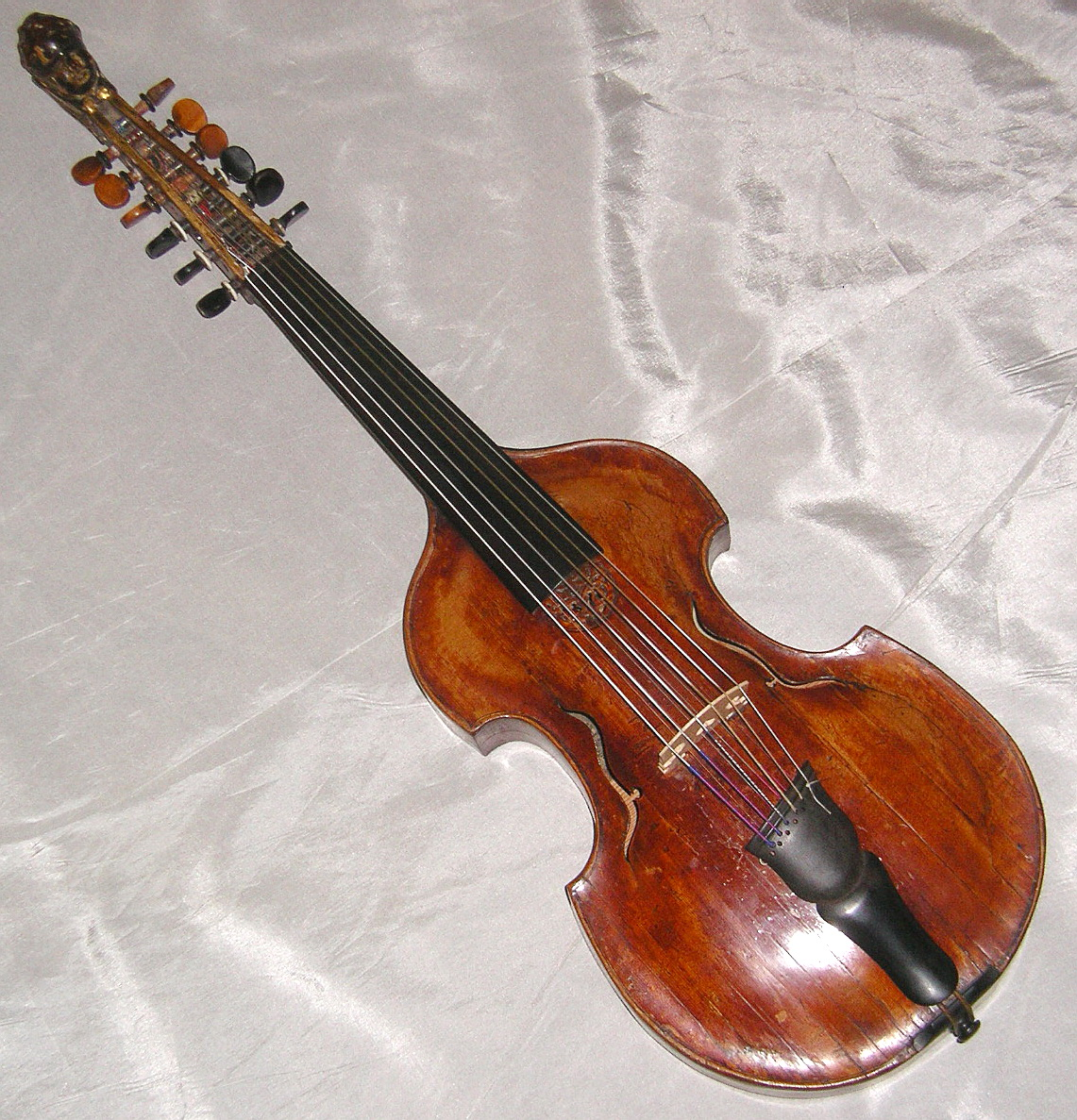
柔音中提琴

柔音中提琴（義大利語：viola d'amore），又譯古中提琴，是一种六至七弦，带有共鸣弦的弓弦乐器，大小接近中提琴，外觀像一個縮小了的維奧爾琴（又譯古提琴）。它主要用于巴洛克音乐，演奏方法与小提琴或中提琴相似，将琴置于肩上。在當代中提琴成熟前，於西洋古典音樂和歐洲民間音樂中和早期的中提琴競爭過，在樂隊中也起了相似的作用，但最後逐漸被當代中提琴取代。